# Ptychadena subpunctata
Ptychadena subpunctata là một loài ếch trong họ Ptychadenidae.
Nó được tìm thấy ở Angola, Botswana, Cộng hòa Dân chủ Congo, Namibia, Zambia, và Zimbabwe.
Các môi trường sống tự nhiên của chúng là xavan khô, xavan ẩm, sông, đầm nước, hồ nước ngọt, và đầm nước ngọt.